# اعتلال العضلة القلبية بنقص التروية
اعتلال العضلة القلبية بنقص التروية، أو اعتلال العضلة القلبية الإقفاري (بالإنجليزية Ischemic cardiomyopathy) أحد أنماط اعتلال عضلة القلب الناجم عن تضيق الشرايين التاجية التي ترويه. يملك مرضى هذا الاعتلال عادةً قصة احتشاء حاد في عضلة القلب، لكنه قد يحدث في مرضى داء الشرايين الإكليلية دون قصة احتشاء حاد سابق. يقف هذا المرض في طليعة الأسباب المؤدية إلى الموت القلبي المفاجئ. تعني صفة نقص التروية أن الاعتلال يحدث بسبب نقص التروية أو يترافق معها (نقص التروية: فقر دم موضع ناجم عن انسداد ميكانيكي في التروية الدموية).

## العلامات والأعراض
تشمل علامات وأعراض اعتلال عضلة القلب الإقفاري التعب المفاجئ وصعوبة التنفس والدوخة والخفقان.

## الأسباب
يُعد اعتلال عضلة القلب بنقص التروية سببًا لأكثر من 60% من حالات فشل القلب الاحتقاني الانقباضي في أغلب بلدان العالم، وقد تشير صورة الصدر التي تكشف عن تكلس في الشرايين التاجية إلى هذا الاضطراب.
تشمل الأسباب المؤدية إلى اعتلال العضلة القلبية بنقص التروية ما يلي:
- الداء السكري.
- تصلب الشرايين.
- التشنج الوعائي.
- التهاب الشرايين.

## الآلية المرضية
يحدث اعتلال العضلة القلبية بنقص التروية نتيجة النقص الشديد في الجريان الدموي ووصول الأكسجين إلى الطبقة العضلية في القلب بسبب تضيق الشرايين التاجية ما يؤدي بدوره إلى الموت الخلوي. قد يسبب هذا مستويات مختلفة من الأذية النسيجية ويؤثر على الشرايين الكبيرة والمتوسطة على حد سواء.

## التشخيص
يمكن تشخيص اعتلال عضلة القلب الإقفاري عبر بروتوكول التصوير بالمرنان المغناطيسي (إم آر آي) الذي يحدد الوظائف العامة والناحية للعضلة القلبية. تُستخدم أيضًا تقنية لوك-لوكر (التصوير في زمن ت 1 معزز التباين) لكشف التليف النسيجي المنتشر، وهي تقنية مهمة لتحديد مساحة ندبة الإقفار النسيجي. يرى البعض أن وجود داء الشريان التاجي الأيسر الرئيس أو الأيسر الأمامي الداني النازل المعياران الوحيدان المناسبان لتشخيص اعتلال العضلة القلبية الإقفاري. يكشف تصوير العضلة القلبية عادةً عن سوء وظيفة البطين واحتشاءات متعددة. تشمل العلامات المرضية فشل القلب الاحتقاني والوذمة الخناقية واكتساب الوزن والإغماء وغيرها.

## التدبير
تتحسن البقيا مع إعادة الجريان الدموي الكافي لعضلة القلب لدى المصابين بالقصور القلبي وداء الشرايين الإكليلية المتقدم، وتُظهر بعض الأبحاث ازدياد معدل الحياة إلى 5 سنوات بنسبة 75%. كشفت دراسة عن الخلايا الجذعية أن استخدام الاغتراس الذاتي للخلايا الجذعية القلبية في تجديد القلب البشري (بعد النوبة القلبية) تملك احتمالية نجاح عالية.
يوصي دليل ممارسة جمعية القلب الأمريكية باستخدام مقوم نظم القلب مزيل الرجفان القابل للزرع في المصابين باعتلال عضلة القلب بنقص التروية (بعد 40 يومًا من احتشاء العضلة القلبية) المصنفين ضمن الفئة I من التصنيف الوظيفي لجمعية القلب في نيويورك.
يفرق قياس الحجم الدموي المقذوف (إل في إي إف، ويُشار إليه بهذه التسمية فقط بين أطباء الأمراض القلبية) الذي يتجاوز 30% اعتلال عضلة القلب الإقفاري عن البدئي، ويفيد في تحديد الإنذار. أظهرت دراسة عام 2004 ارتفاع حجم الدم المقذوف من البطين بعد الخضوع لعملية استعادة شكل البطين مع تركيب مجازات شرايين إكليلية إلى مستويات أعلى من الخاضعين للعملية وحدها.

## الإنذار
يمثل تزايد معدل الوفيات الإجمالي ونقص فترة البقيا أهم السمات التي تفرق اعتلال عضلة القلب بنقص التروية عن الأشكال الأخرى من اعتلال عضلة القلب، ووفق العديد من الدراسات، تزيد جراحة تطعيم الشرايين التاجية من البقيا وتتفوق على العلاج الدوائي (لاعتلال عضلة القلب الإقفاري) بناء على متابعات طبية متنوعة.